# Самохідний вагон

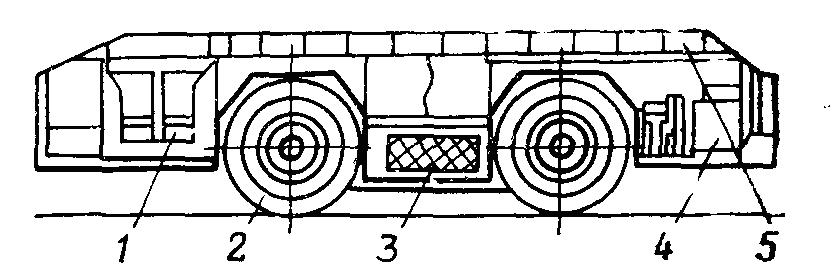
Самохідний вагон.

Самохідний вагон — спеціальний вид рухомого складу, застосовується переважно на гірничих підприємствах. Самохідні вагони розподіляються: за призначенням — на вугільні, рудні, для допоміжних вантажів і пасажирські; за вантажопідйомністю — на легкі (до 5 т), середні (5…15 т) і важкі (понад 15 т); за способом розвантаження — на вагони з донним конвеєром і з перекидним кузовом; за виконанням ходової частини — на пневмоколісні, гусеничні і колісно-рейкові; за типом приводу — на електричні, пневматичні і дизельні.
Середня довжина транспортування ними при швидкості руху 8…10 км/год становить 100…150 м, а максимальна — 200…300 м. Ці засоби випускають чотирьох типорозмірів — вантажопідйомністю 5, 10, 15 і 20 т. Позначаються вони, наприклад, так: 1ВС-5 (перша модель, вагон самохідний вантажопідйомністю 5 т).
Вибір типорозміру вагонів, використовуваних під час проходки вузьких виробок невеликої довжини, обумовлюється технічними характеристиками комплексу, прийнятого для механізації робіт у підготовчому забої.
Для перевезення устаткування, матеріалів і людей на вугільних шахтах будь-якої категорії по газу чи небезпечних за раптовим викидом застосовують вантажопасажирські самохідні вагони типу ГЛВ (1,5; 3; 8 т). У цьому випадку для забезпечення зчеплення коліс з ґрунтом виробки необхідно, щоб вона була мало обводнена і мала коефіцієнт міцності породи по шкалі М. М. Протодьяконова не нижче 4. Крім того, поперечний уклон дороги не повинен перевищувати 5°, а радіус заокруглення — бути менше 7 м.
Під час доставки до місця призначення крупногабаритних вузлів устаткування (у період монтажно-демонтажних робіт) або контейнерів, піддонів, касет самохідні вагони типу ГЛВ-3 можуть буксувати вантажні платформи.

## Конструкція
Самохідний вагон (рис.) складається із механізму керування 1, ходової частини 2, акумуляторної батареї 3. привода 4 і кузова 5 (для м'яких порід) обладнаного дволанцюговим конвеєром. Великокускову, абразивну, важку руду і породу перевозять вагонами з перекидним кузовом. Ходова частина таких машин оснащена пневматичними шинами низького тиску з гідравлічним двобічним керуванням усіх коліс.